# Robert Odell
Robert A. Odell (* 4. Mai 1896 in Los Angeles, Kalifornien; † 20. Februar 1984 ebenda) war ein US-amerikanischer Artdirector und Szenenbildner, der bei der Oscarverleihung 1940 für einen Oscar für das beste Szenenbild nominiert war.

## Leben
Odell begann seine Laufbahn als Artdirector und Szenenbildner 1920 bei dem Stummfilmdrama Occasionally Yours von James W. Horne mit Lew Cody, Betty Blythe und J. Barney Sherry in den Hauptrollen und wirkte im Laufe seiner Karriere bis 1940 an der szenischen Ausstattung von über vierzig Filmen mit.
Bei der Oscarverleihung 1940 wurde er zusammen mit Hans Dreier für den Oscar für das beste Szenenbild in dem Abenteuerfilm Drei Fremdenlegionäre (1939) nominiert, der unter der Regie von William A. Wellman entstand und in dem Gary Cooper, Ray Milland und Robert Preston die Hauptrollen spielten.

## Filmografie (Auswahl)
- 1920: Occasionally Yours
- 1934: Sophie kann’s nicht lassen (The Notorious Sophie Lang)
- 1934: You’re Telling Me!
- 1935: Here Comes Cookie
- 1936: Border Flight
- 1937: Hotel Haywire
- 1937: Hold’em Navy
- 1937: Scotland Yard greift ein!
- 1937: Die Spielhölle von Wyoming
- 1938: Tip-Off Girls
- 1939: Drei Fremdenlegionäre
- 1940: Der Weg nach Singapur (Road to Singapore)
- 1940: A Night at Earl Carroll’s